# زوحيفان زرنبي الأوراق
الزوحيفان الزرنبي الأوراق (الاسم العلمي:Caulerpa taxifolia) هو نوع من النباتات يتبع جنس الزوحيفان من الفصيلة الزوحيفانية. موطنه المحيط الهادئ والبحر الكاريبي. يستخدم على نطاق واسع للزينة في أحواض السمك لأنه يعتبر جذابًا وأنيقًا ويسهل ترتيبه والعناية به. الطحالب لها جذع (جذمور) فوق قاع البحر مباشرة. ينمو صيوان عمودي من هذا الساق يشبه السرخس وشفراته مسطحة مثل تلك الموجودة في الطقسوس (الزرنب) ومن هنا جاءت تسمية النوع. ويعتبر واحد من نوعي الطحالب المدرجين في قائمة 100 من أسوأ الأنواع الغريبة الغازية في العالم جمعتها مجموعة IUCN التخصصية للأنواع الغازية.

## الوصف
على عكس معظم الطحالب الكبيرة في أحواض السمك، فإن الزوحيفان زرنبي الأوراق له مظهر نبات وعائي مع «أوراق» مرتبة بشكل أنيق مثل السرخس. على الرغم من هذا المظهر فإن هذا النبات عبارة عن طحلب نموذجي بدون نظام الأوعية الدموية لنقل العناصر الغذائية والخلايا التي نشأت في الأصل على الأرض. الزوحيفان زرنبي الأوراق هو كائن وحيد الخلية ولكن غالبًا ما يتم عدم التركيز على هذه الخاصية عنه بسبب تعقيده وحجمه,